# L'attesa (Giusy Ferreri)
| Recensione | Giudizio |
| ---------- | -------- |
| Rockol     |          |

L'attesa è il quarto album in studio della cantautrice italiana Giusy Ferreri che, pubblicato il 25 marzo 2014 dalla Sony Music.
Il disco è stato anticipato dal singolo Ti porto a cena con me, presentato al 64º Festival di Sanremo e classificatosi nono. Il 23 aprile 2014 è stato annunciato come secondo singolo estratto La bevanda ha un retrogusto amaro a cui è seguito Inciso sulla pelle il 27 giugno successivo.

## Antefatti
Ferreri ha iniziato a lavorare al nuovo album nell'estate 2012 insieme alla cantautrice statunitense Linda Perry. La pubblicazione dell'album era stata inizialmente prevista nel novembre 2012, poi nel 2013 e, infine, nel 2014.

Durante un'intervista rilasciata al settimanale Chi, quando le è stato chiesto perché è stata lontana dalle scene musicali per molto tempo, la cantante ha dichiarato:
Il 12 marzo 2014 la stessa cantante ha rivelato sulla propria pagina Facebook che L'attesa sarebbe stato distribuito il 25 marzo dello stesso anno. Dal 20 al 24 marzo l'album è disponibile in streaming gratuito sulla piattaforma Cubomusica.

## Descrizione
L'attesa, disponibile in anteprima tramite pre-ordinazione dal 18 marzo 2014 esclusivamente su iTunes Store, è stato pubblicato il 25 marzo 2014 dalla Sony Music. La suddetta versione digitale contiene le medesimi tracce ed il booklet digitale. La tracklist ufficiale dell'album è stata rivelata il 18 marzo 2014. Le undici tracce contenute nell'album sono state realizzate in tre sessioni differenti in ambito internazionale, ovvero con Linda Perry a Los Angeles, col produttore israeliano Yoad Nevo a Londra e con Roberto Casalino ed Ermal Meta in Italia.

## Tracce
1. Inciso sulla pelle – 3:45 (Giusy Ferreri, Roberto Casalino)
2. Nessuno come te mi sa svegliare – 3:55 (Giusy Ferreri, Linda Perry)
3. L'amore possiede il bene – 3:29 (Roberto Casalino, Niccolò Verrienti)
4. Ti porto a cena con me – 3:54 (Roberto Casalino, Dario Faini)
5. L'anima – 4:01 (Giusy Ferreri, Linda Perry)
6. Per dare di più – 4:30 (Giusy Ferreri, Linda Perry)
7. Victoria – 3:24 (testo: Giusy Ferreri – musica: Linda Perry)
8. Neve porpora – 3:37 (testo: Giusy Ferreri – musica: Yoad Nevo)
9. La bevanda ha un retrogusto amaro – 4:11 (Giusy Ferreri, Yoad Nevo)
10. Lacrime – 3:53 (testo: Giusy Ferreri – musica: Yoad Nevo)
11. Qualunque vita è straordinaria – 3:09 (Giusy Ferreri, Ermal Meta) – contiene la traccia fantasma Ho ucciso il diavolo (Giusy Ferreri, Yoad Nevo)

## Formazione
- Giusy Ferreri – voce
- Christian "Noochie" Rigano – tastiere, sintetizzatore, programmazione, pianoforte
- Luca Scarpa – pianoforte, tastiere, Fender Rhodes, wurlitzer, programmazione
- Cristiano Verardo – programmazione
- Alessandro De Crescenzo – chitarre
- Pino Saracini – basso
- Andrea Fontana – batteria
- Leo Di Angilla – percussioni, programmazione
- Pino "Pinaxa" Pischetola – programmazione aggiuntiva
- Simone D'Eusanio – viola, violino

## Successo commerciale
L'attesa ha debuttato al quarto posto nella Classifica FIMI Album. Il disco è, inoltre, il terzo miglior piazzamento nella carriera della Ferreri, dopo Non ti scordar mai di me (primo posto) e Gaetana (secondo posto).

## Classifiche
| Classifica (2014) | Posizione massima |
| ----------------- | ----------------- |
| Italia            | 4                 |